# Dungeons & Dragons: Heroes
Dungeons & Dragons: Heroes è un videogioco di ruolo del 2003 pubblicato da Atari per Xbox.
Il gioco è ambientato nell'universo di Dungeons & Dragons.

## Modalità di gioco
Dungeons & Dragons: Heroes è un hack and slash in cui è possibile giocare fino a quattro giocatori.

## Sviluppo
Infogrames ha annunciato Dungeons & Dragons: Heroes per PlayStation 2, Xbox e GameCube nella settimana precedente l'E3 2002. Al Gen Con 2002 Infogrames ha fornito aggiornamenti in merito allo sviluppo, dichiarando che la pubblicazione del gioco sarebbe avvenuta nel maggio 2003. In occasione dell'E3 2003 Atari ha annunciato che il gioco sarebbe stato distribuito esclusivamente su Xbox l'ottobre dello stesso anno.